# Лінкольн Сіті
Футбольний клуб Лінкольн Сіті — англійський професійний футбольний клуб, що базується у Лінкольні, Лінкольншир. Команда виступає у Національній лізі після невдалого сезону у Футбольній лізі.
Клуб виступає на стадіоні «Сінціл Бенк». Прізвисько команди — «чортенята» пов'язане з легендою про лінкольнського чорта. Їх ще називають червоними чортенятами, оскільки дуже часто гравці грають у червоно-білих футболках, чорних шортах та чорно-білих гетрах. Останній раз вони ставали чемпіонами Національної ліги у сезоні 1987–1988. Того ж сезону була зафіксована рекордна відвідуваність матчу Конференції (яка згодом була побита Оксфорд Юнайтед) 2 травня 1988 року — 9 432 глядачі прийшли подивитися на останню гру сезону проти Уіком Уондерерс). Гра стала доленосною, адже до цієї перемоги Лінкольн не займав найвищого місця у турнірній таблиці.
Найвищим досягненням команди є 5-е місце у сезоні 1901–1902 у Другому дивізіоні (зараз він називається Чемпіоншип). Востаннє клуб виступав у цьому дивізіоні 1961 року. З тих пір команда більше туди не поверталася. Лінкольн став першою командою, яка за 102 сезони Футбольної ліги майже не потрапляла до верхнього ярусу таблиці.
Що стосується участі у Кубку Англії, то тут лінкольнці майже не проходять далі стадії 1/8 фіналу (востаннє вони досягали її 100 років тому у сезоні 1901—1902). Найкращим виступом у Кубку Ліги вважається півфінал 1967—1968, у якому Лінкольн програв 0-3 вдома у повторному матчі проти Дербі Каунті. У повторному матчі Другого раунду Кубку Ліги сезону 2005—2006 Лінкольн програв 5-4 учаснику Прем'єр-ліги Фулхему на Крейвен Коттеджі, втративши нічию на останній хвилині додаткового часу після голуБрайана Макбрайда
В останні роки клуб бореться за просування з четвертого ярусу через систему плей-оф. Під керівництвом Кіта Александра двічі (2002—2003, 2004—2005) команда доходила до фіналу змагань, тричі (2003—2004, 2005—2006, 2006—2007) зупинялась на стадії півфіналів. П'ять поспіль невдалих виступів у змаганнях плей-оф стали рекордом клубу. Востаннє Лінкольн виступав у Другому дивізіоні (зараз це Перша Футбольна ліга під час сезону 1998—1999, отримавши автоматичну путівку завдяки третьому місцю попереднього сезону.

## Історія

### Становлення команди
Команда офіційно сформувалася як аматорська у 1884 році після розпуску Лінкольн Роверз (колишні Лінкольн Рекрейшн), хоча футбол у місті існував з 1860-х років. Перша гра у Лінкольні відбулася 4 жовтня 1884 року на стадіоні ім. Джона О'Гонтса, який збудував і здав клубу в оренду місцевий багатий пивовар Роберт Доубер. Гра проти місцевих суперників зі Сліфорда закінчилася видовищною перемогою 9-1. Того ж дня гравець клубу Джордж Хеллем встановив два рекорди команди. Він став автором перших голу та хет-трику. Перша гра на змагальному рівні закінчилася не менш видовищно — команда перемогла Бостон Ексельсіор 11-0, чотири голи з яких забив Едвін Тесдейл. Спочатку, перш ніж клуб отримав право виступати у Футбольній Лізі і отримав професійний статус, головними змаганнями для них був Кубок Округу. Уперше вони завоювали його у сезоні 1886-87 після перемоги над сусідами з Грімсбі Таун 2-0 у повторному матчі (перша гра закінчилася унічию 2-2).
Згодом Лінкольн допоміг сформувати Другий Дивізіон у сезоні 1892—1893 через більшу кількість команд, що хотіли приєднатися до Футбольної ліги. Перша гра у Футбольній Лізі закінчилася поразкою в гостях 4-2 від команди Шеффілд Юнайтед 3 вересня 1892 року.. Згодом у першій домашній грі лінкольнці переможуть все той же Шеффілд Юнайтед 1-0. Після смерті Доубера у 1895 році команда переїжджає на Сінціл Бенк і у першій грі на новому полі отримує нічию 0-0 проти Гейнсборо Триніті. Перша гра на змагальному рівні на цьому стадіоні закінчилася внічию 1-1.
До 1920-х років команда балансує між Другим Дивізіоном та більш місцевими лігами, зокрема Центральною та Лігою Мідленд. У сезоні 1921—1922 Лінкольн спільно ще з кількома іншими клубами Центральної ліги та Ліги Мідленд сформували Третій північний Дивізіон. Новостворена ліга та Другий дивізіон стали основними лігами команди до 1960-х років, коли у сезоні 1962-63 вони опустилися у Четвертий Дивізіон.
Серед досягнень команди — 3 перемоги у Третьому північному дивізіоні (1931–32, 1947–1948 і 1951–1952), перемога у Четвертому дивізіоні (зараз це Друга футбольна ліга) у сезоні 1975–1976 під керівництвом майбутнього тренера збірної Англії Грема Тейлора.
Саме цього сезону клуб отримав найбільшу кількість очок до переходу на нагороду за перемогу в 3 очки — 74 очки (цей рекорд за двохочковою системою і досі не побитий), найбільшу кількість перемог за сезон (32) і зазнав найменше поразок (4).. Сіті також стали першою командою яка через 10 років здобула за сезон понад 100 очок (111 у сумі). Вони виграли 21 з 23 домашніх матчів сезону (2 звели внічию) та 11 гостьових матчів. Цей сезон Грем Тейлор згадує як такий, коли «команди камяніли на Сінціл Бенк».

### 1980-ті and 1990-ті
Двічі поспіль — 1982 та 1983-го, команда зупинилася за крок від переходу до Другого дивізіону. У 1985 році під час протистояння Лінкольн Сіті і Бредфорд Сіті на місцевому стадіоні спалахнула пожежа, яка забрала життя 56 глядачів, у тому числі двох вболівальників Лінкольна — Білла Стейсі та Джима Веста. Зараз їх імена носить один із секторів стадіону.
Лінкольн в останньому турі наступного сезону вилетів у нижчий дивізіон, що стимулювало їх до перемоги, щоб уникнути вильоту з Футбольної Ліги. Це пониження було для клубу драматичним після того, як Лінкольн ледве не піднявся у Другий Дивізіон, і був пов'язаний з ростом кількості травм. Це й стало четвертою причиною вильоту клубу з Футбольної ліги. Повернутися їм вдалося після першого місця у Конференції з першої спроби завдяки довго пасовій грі під керівництвом ексцентричного тренера Коліна Мерфі і керував ним до кінця сезону 2010-11. 8 вересня 1990 року під час матчу проти Лінкольна загинув гравець Йорк Сіті Девід Лонгхерст

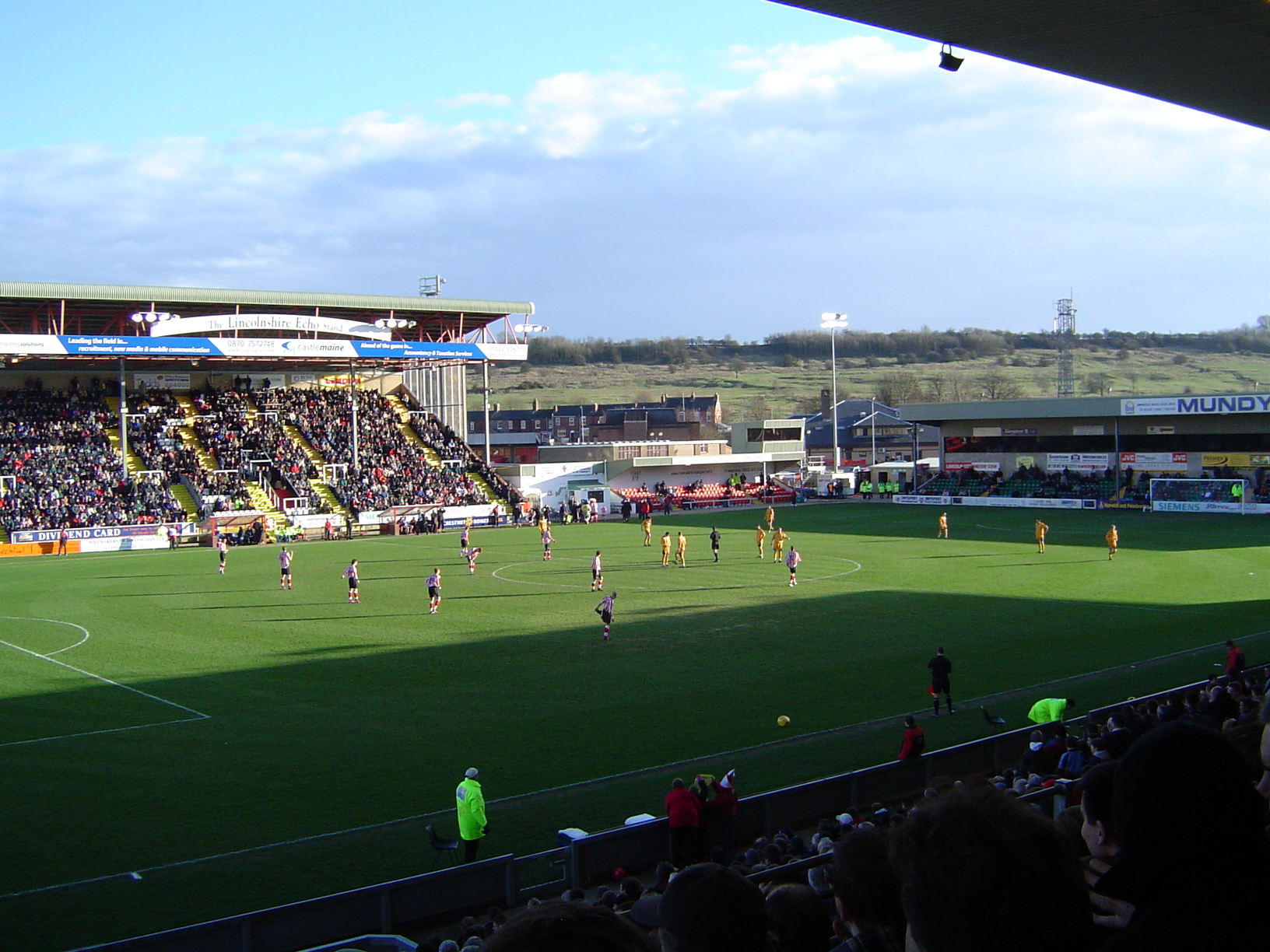
Лінкольнширське дербі між Лінкольн Сіті та Бостон Юнайтед, на стадіоні Сінціл Бенк

### Фінансові питання і участь у плей-оф
Ставши до керівництва клубом у сезоні 2001–2002, 2001–2002, Алан Беклі допомагав йому як менеджер з фінансових питань, а Кіт Александер був відповідальний за решту футбольних справ. 3 травня 2002 року Лінкольн успішно клопотав про введення зовнішнього управління, але фінансова Джейсона Барнетта, Гранта Бартона, Девіда Кемерона, Стіва Холмса та Джастіна Вокер по закінченні контрактів з ними. Згодом до них приєднався Лі Торп, який перейшов до Лейтон Орієнт. Гаряча пора скінчилася з призначення Александра тренером команди.
У 2002–03 Александру дали завдання втримати команду у футбольній лізі. Чимало вболівальників і експертів вважали, що команда вилетить з футбольної ліги і буде розформована через фінансові негаразди. Колектив був доукомплектований дешевими футболістами-аматорами і низькооплачуваними гравцями попередніх сезонів. Але їм вдалося дійти до плей-оф, де програли 5-2 Борнмуту. Команді влаштували прийом у мерії та поїздку на відкритому автобусі. Зазвичай, так нагороджують переможців змагань, але для команди зробили виняток за вагоме досягнення.
Наступного сезону Александер знову, наперекір прогнозам критиків, довів Чортенят до іншої позиції плей-оф, поступившись у півфіналі майбутнім переможцям Гаддерсфілд Таун. Під час одного з півфіналів Александер, один з чорношкірих тренерів Ліги, отримав серйозне ушкодження мозку через аневризму. Він пропустив половину сезону, але повністю видужав і тоді ж команда знову кваліфікувался у плей-оф. На півфінальній стадії Лінкольн переміг Маклсфілд Таун 2-1 за сумою двох матчів, але у фіналі поступилися Саутенд Юнайтед 2-0 після додаткового часу.

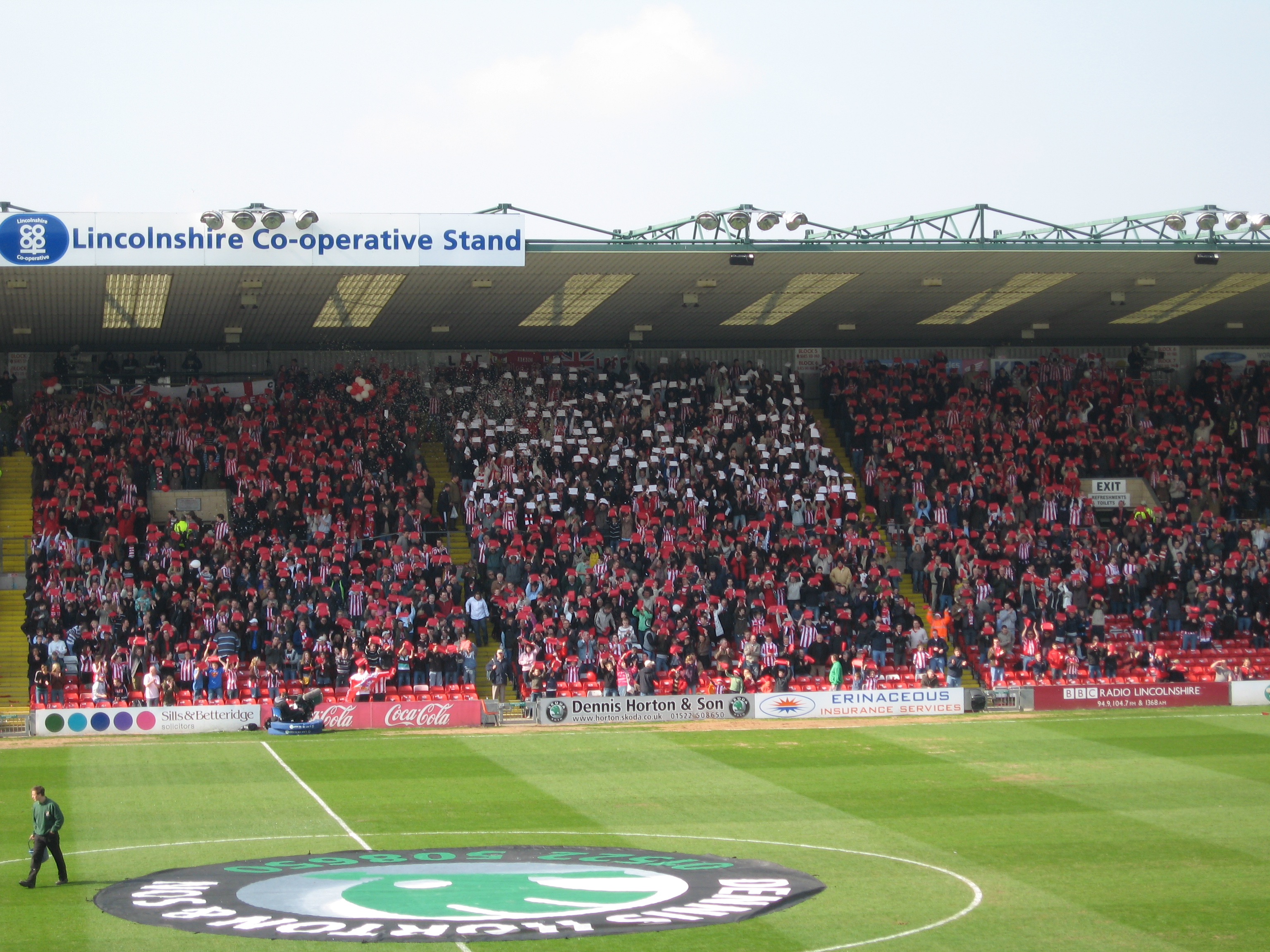
Вболівальники Лінкольна демонструють картки перед матчем зі Свіндоном

У сезоні the 2005–2006 знову дійшли до стадії плей-оф, хоча команді пророкували місце всередині таблиці після багатьох програшів у трьох попередніх кампаніях. У січні Александр і колишній помічник тренера Гаррі Сімпсон були відправлені у примусову відпустку. Александера згодом поновили, а ось Сімпсон вже не повернувся. Через короткий час через непорозуміння між членами ради щодо діяльності клубу, команду залишили два провідних директора Рей Трю і Кіт Ро. Сезон лінкольнці завершили сьомими у лізі 2, програвши з нового року лише 3 гри. У плей-оф Лінкольну протистояли суперники з Грімсбі Таун. Напередодні лінкольнці розгромили їх 5-0 вдома, однак цього разу вони програли 3-1, програвши 4 плей-оф поспіль.
Під тиском чуток про займання вакантної посади тренера Пітерборо Юнайтед Кіт Александер змушений залишити посаду тренера Лінкольн Сіті. 15 червня 2006 року новим тренером став Джон Шофельд, а директором клубу призначено Джона Діена. Під їх керівництвом клуб встановив тісні зв'язки з клубом Прем'єр-Ліги Астон Вілла. Так як Астон Вілла таємно придбала клуб у сезоні 2006—2007, багатообіцяючий футболіст Пол Грін перейшов туди, а голкіпер Роберт Олейнік кілька різів виходив на заміну під час оренди у Лінкольні. Діен придбав також гравця, з яким співпрацював у Віллі — Раяна Аму. Через 5 років клуб, фінішувавши на найвищій позиції — 5-ій — кваліфікувався до плей-оф Другої ліги, де вони поступилися Бристоль Роверз 2-1 на виїзді та 3-5 удома. П'ять поразок у плей-оф стали рекордом.

### Криза і виліт з Футбольної ліги
Сезон 2007—2008 клуб почав слабко з двох перемог та безвиграшної серії, що тривала з серпня до листопада. Це призвело до відставки Шофельда та Діена, які були замінені колишнім наставником Гаддерсфілд Таун Пітер Джексон (футболіст), який отримав прізвисько «Бог чортів», подібно до тезки Пітера Джексона, який зняв цикл фільмів Володар перснів. Джексон залишив клуб 2 вересня 2009 року через поганий початок сезону 2009—2010.
28 вересня 2009 року клуб очолив колишній нападник Челсі, Блекберн Роверз, Селтіка та former збірної Кріс Саттон. Його асистентом був інший колишній гравець Прем'єр-ліги Ян Пірс. Саттон привів команду до третього раунду Кубку Англії, звідки вилетіли після програшу 4-0 Болтону у повторному матчі в гостях. У січні команда покращила ігрову форму завдяки вдалим підписникам. Орендований гравець Давід Сомма став місцевим героєм, забивши 9 голів у 14 іграх, ставши найрезультативнішим бомбардиром у сезоні. Сезон 2010—2011 став останнім для клубу у Футбольній лізі після серії з 9 поразок та десяти нічиїх. Для того, щоб залишитись у лізі, команді потрібно було перемагати у останній грі Олдершот Таун, але на очах рекордної кількості глядачів — понад 8000 — зазнали поразки. Зайнявши 23-е місце, лінкольнці разом з Барнетом покинув Футбольну лігу. Зараз лінкольнці балансують на межі вильоту з конференції

### Участь у Національній Конференції
Саттон залишив посаду у 2010 році, пославшись на особисті причини. Згодом він зізнався, що причиною були розбіжності з радою директорів клубу. 15 жовтня чорти найняли нового тренера Стіва Тілсона. Під новим керівництвом справи команди пішли вгору і на Різдво Тілсон вивів команду на 11-е місце. Але згодом Лінкольн почав сповзати вниз у турнірній таблиці. Після невдалої низки результатів у останньому турі сезону команда оформила виліт. Тілсон зібрав усіх гравців, за винятком трьох гравців основного складу і повідомив, що у них немає майбутнього у цьому клубі. Тренер досяг незначного успіху Національній конференції. Так, станом на жовтень лінкольнці були на відстані одного очка від зони вильоту. Тренерський штаб був звільнений піс однієї перемоги у чотирьох матчах. Програш на виїзді 4-0 Тамуорту став для Тілсона та його асистента Пола Браша фатальним. Боб Доріан звільнив їх та назвав рік їх управління роком забуття. Тимчасовим тренером став Грант Браун. Першою грою для нього став матч проти Мансфілд Таун
Президент клубу повідомив місцевій редакції ВВС про намір запросити тренера за контрактом до кінця сезону. Після розгляду багатьох кандидатів тренером команди був затверджений колишній наставник Мансфілд Таун Девід Холсуорд.

## Стадіон

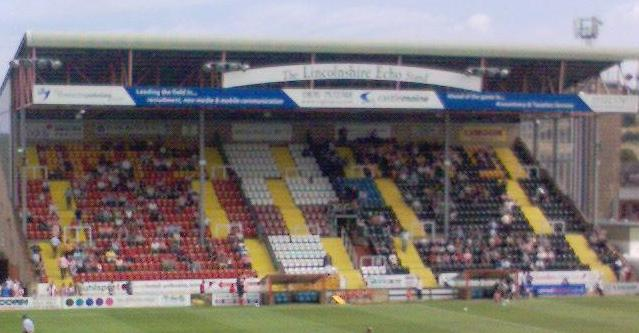
Трибуна Е на Сінціл Бенк, Лінкольн

Клуб грає на Сінціл Бенк з 1895 року. Раніше команда виступала на стадіоні Джона О Гонта. Сінціл Бенк вміщує 10120 вболівальників і відомий серед них як Бенк. Ним опікується Лінкольнський собор. Колишній президент Лінкольн Сіті Джон Рімс викупив стадіон у місцевої Ради 2000-го року за 175,000 фунтів. Раніше — 1982 року — арена була продана на умовах 125-річної оренди за 225,000 фунтів, щоб уникнути загрози виселення.
Сінціл Бенк приймав переможний матч збірної Англії проти шотландців у рамках Victory Shield.. Мартін Пітерс демонстрував тут Кубок світу ФІФАпід час всесвітнього туру у березні 2010 року. Також арена є домашньою для учасників жіночої Суперліги Лінкольн Ледіз.

## Талісман
Талісманом Лінкольн Сіті є чортеня Поучер — герой відомої пісеньки. Уперше його зобразив Гарі Хатчінсон. Вболівальникам талісман був представлений в липні 1999. У 2003 році Поучер став 12-м у Національному змаганні талісманів, що стало його найкращим досягненням. У відповідь на скарги щодо участі у Хантінгдоні професійних атлетів під виглядом талісманів, Поучер вирішив бойкотувати цю подію у майбутньому.

## Суперники
Лінкольн Сіті — один з двох професійних клубів, що грають у Чемпіонаті Лінкольншира. Найближчим і одним з головних суперників чортенят є Бостон Юнайтед. І це при тому, що обидві команди вилетіли з Футбольної Ліги. Суперництво між клубами досягло піку 2002 року, коли Бостон отримав право виступати у Футбольній лізі, але Бостон постраждав від серії понижень, що призвело до його вильоту з Другої ліги у 2008 році. Серед інших футбольних клубів регіону варто відзначити Сканторп Юнайтед, Грімсбі Таун та Халл Сіті, які представляють округи Північного, Північно-Східного Лінкольншира та Східного Йоркшира відповідно. Ці три команди вважаються місцевими суперниками, хоча базові міста клубів розташовані далі на північ від меж Гамбер (річка)Гамбера. Команди змагаються між собою у гамберському дербі.
Пітерборо Юнайтед, Мансфілд Таун і Йорк Сіті були основними місцевими суперниками чортенят раніше. Певну небезпеку несуть протистояння з лігівським клубом Гейнсборо Триніті, але зазвичай вони відбуваються на рівні товариських матчів. Два інших клуби з Лінкольна — Лінкольн Юнайтед та Лінкольн Мурлендс Рейлвей — грають на нижчих рівнях і тому не є конкурентами для Сіті.

## Герб і кольори

### Герб

Герб Лінкольн Сіті до 206

Донедавна логотип клубу був доволі простим. Він містив історичний геральдичний щит Сіті з надписом «L C F C» у ньому та стрічка з назвою команди. Зараз же лінкольнці обрали більш простий дизайн з зображенням талісмана і прізвиськом.

### Кольори
| Дати      | Виробник форми          |
| --------- | ----------------------- |
| 1973–1978 | Umbro                   |
| 1978–1983 | Adidas                  |
| 1983–1985 | Lowfields               |
| 1985–1987 | Osca                    |
| 1987–1990 | Spall                   |
| 1990–1994 | Matchwinner             |
| 1994–1997 | Admiral                 |
| 1997–1999 | Super League            |
| 1999–2001 | Avec Sportswear         |
| 2001–2004 | Imps Sport              |
| 2004–2006 | Lincoln City Collection |
| 2006–2007 | Uhlsport                |
| 2007–2011 | Umbro                   |
| 2011–     | Nike                    |

Традиційно кольори і дизайн форми Лінкольн Сіті був червоно-біла смугаста майка з чорними шортами та червоними гетрами. Щоправда, періодично до форми вносяться зміни. Так, наприкінці 60-х — початку 70-х клуб виходив на поле у червоних футболках та білих трусах, у сезоні 2000—2001 на футболці було поєднано червоні та білі квадратики, труси залишилися білими. Виїзна форма ніколи не була одноколірна, змінюючись кожні кілька сезонів.
У сезоні 2006—2007 Лінкольн зберіг традиційний стиль домашньої форми, в якому переважав чорний колір з червоними поздовжніми смугами у поєднанні з червоними трусами та чорними гетрами. На два сезони поставником форми став Uhlsport, пов'язаний з тодішніми спонсорами команди Starglaze і Haart. На зворотній стороні домашньої форми містився логотип ще одного спонсора клубу — Dennis Horton & Son.
У сезоні 2007—2008 клуб змінив бренд форми. Замість Uhlsport форму виготовляє Umbro, зберігши традиційні червоно-білі смуги у домашній формі.

## Святкування голу
Кожного разу після забитого лінкольнцями голу на Сінціл Бенк лунає гімн Дембастерів. Під час цього вболівальники роблять рухи, схожі на політ і підспівують мелодії. Це пов'язано з тим, що за містом базувалася 617 ескадрилья Королівських ВПС, сформована на базі Скемптон під час війни, що глибоко запала в серце історії міста.

## Поточний склад

### Основний склад
Станом на 4 лютого 2013.
| №  | Поз. | Нац.     | Гравець                                           |
| -- | ---- | -------- | ------------------------------------------------- |
| 1  | ВР   | Англія   | Пол Фарман                                        |
| 4  | ПЗ   | Англія   | Гаррі Міллс                                       |
| 5  |      | Англія   | Ендрю Бойс                                        |
| 6  | ЗХ   | Англія   | Скотт Гарнер (взятий у оренду у Кембридж Юнайтед) |
| 7  | ПЗ   | Англія   | Адам Сміт                                         |
| 8  | ПЗ   | Ірландія | Алан Пауер                                        |
| 9  | НП   | Уельс    | Роб Даффі                                         |
| 10 | НП   | Англія   | Джеймі Тейлор                                     |
| 11 | НП   | Англія   | Конал Платт                                       |
| 13 | НП   | Англія   | Стюарт МакДугалл                                  |
| 12 | ПЗ   | Англія   | Jake Sheridan                                     |
| 14 | НП   | Англія   | Ваден Олівє                                       |
| 15 | ЗХ   | Англія   | Ден Грей                                          |

| №  | Поз. | Нац.              | Гравець                                       |
| -- | ---- | ----------------- | --------------------------------------------- |
| 16 | ПЗ   | Кіпр              | Нікі Ніколау                                  |
| 17 | НП   | Англія            | Бредлі Барраклоу                              |
| 20 | ЗХ   | Англія            | Том Міллер                                    |
| 22 | ПЗ   | Англія            | Фрезер Кобб                                   |
| 26 | ПЗ   | Португалія        | Джефрі Гувейя                                 |
| 30 | ПЗ   | Уельс             | Пітер Гілбер                                  |
| 32 | ПЗ   | Англія            | Роберт Тейлор                                 |
| 34 | НП   | Ірландія          | Колін Ларкін                                  |
| 35 | ПЗ   | Північна Ірландія | Девід Морган (орендований у Ноттінгем Форест) |
| 37 |      | Франція           | Мамаду Фофана                                 |
| 38 | НП   | Ірландія          | Адам Бойд                                     |
| 39 | НП   | Англія            | Коннер Робінсон                               |

### Знаходяться у оренді
| №  | Поз. | Нац.   | Гравець                                  |
| -- | ---- | ------ | ---------------------------------------- |
| 21 | ВР   | Англія | Нік Драппер (в оренді у Шефілд Юнайтед)) |

| №  | Поз. | Нац.   | Гравець                          |
| -- | ---- | ------ | -------------------------------- |
| 24 | ПЗ   | Англія | Карл Куннінгам (в оренді у Гоол) |

### Тренерський штаб
| Role                           | Nationality | Name           |
| ------------------------------ | ----------- | -------------- |
| Тренер'                        | Англія      | Девід Холсуорд |
| Асистент тренера'              | Англія      | Гаррі Чарльз   |
| Фізіотерапевт основного складу | Англія      | Кевін Оксбі    |
| Відповідальний за молодіжку    | Англія      | Грант Браун    |
| Тренер моложіжки               | ПАР         | Енді Макміллан |
| Тренер моложіжки               | Англія      | Джеймі Клепхем |
| Фізіотерапевт молодіжки        | Англія      | Кевін Оксбі    |

## Колишні тренери
| Ім'я                                  | Нац             | З                 | По                | Відомості | Відомості | Відомості | Відомості | Відомості | Відомості | Відомості |
| Ім'я                                  | Нац             | З                 | По                | P         | W         | D         | L         | F         | A         | Win %     |
| ------------------------------------- | --------------- | ----------------- | ----------------- | --------- | --------- | --------- | --------- | --------- | --------- | --------- |
| Альф Мартін                           | Англія          | --/--/1896        | --/--/1897        | -         | -         | -         | -         | -         | -         | -         |
| Джеймс Вест                           | Англія          | --/--/1897        | --/--/1900        | -         | -         | -         | -         | -         | -         | -         |
| Девід Калдерхед                       | Шотландія       | 1 серпня 1900     | 1 серпня 1907     | 256       | 89        | 53        | 114       | -         | -         | 34.77 %   |
| Джон Генрі Строусон                   | Англія          | 1 серпня 1907     | 31 травня 1914    | 195       | 52        | 40        | 103       | -         | -         | 26.67 %   |
| Джордж Фрейзер                        | Англія          | 1 серпня 1919     | 31 травня 1921    | 46        | 10        | 10        | 26        | -         | -         | 21.74 %   |
| Девід Калдерхед Мол.                  | Англія          | 1 квітня 1921     | 31 травня 1924    | 118       | 37        | 28        | 53        | -         | -         | 31.36 %   |
| Горас Хеншалл                         | Англія          | 1 серпня 1924     | 1 травня 1927     | 132       | 51        | 28        | 53        | -         | -         | 38.64 %   |
| Гаррі Паркс                           | Англія          | 1 травня 1927     | 1 травня 1936     | 395       | 187       | 78        | 130       | -         | -         | 47.34 %   |
| Джо Маклеланд                         | Англія          | 1 травня 1936     | 1 січня 1946      | 140       | 61        | 27        | 52        | -         | -         | 43.57 %   |
| Білл Андерсон                         | Англія          | 1 січня 1946      | 1 січня 1965      | 855       | 307       | 189       | 359       | -         | -         | 35.91 %   |
| Кон Молусон                           | Ірландія        | 1 січня 1965      | 1 березня 1965    | 8         | 0         | 0         | 8         | -         | -         | 00.00 %   |
| Рой Чепмен                            | Англія          | 1 березня 1965    | 31 травня 1966    | 65        | 15        | 13        | 37        | -         | -         | 23.08 %   |
| Рон Грей                              | Англія          | 1 серпня 1966     | 1 липня 1970      | 184       | 60        | 55        | 69        | -         | -         | 32.61 %   |
| Берт Локслі                           | Англія          | 1 Липня 1970      | 1 Березня 1971    | 32        | 12        | 4         | 16        | -         | -         | 37.50 %   |
| Девід Херд                            | Англія          | 1 Березня 1971    | 6 Грудня 1972     | 82        | 30        | 30        | 22        | -         | -         | 36.59 %   |
| Грехем Тейлор                         | Англія          | 6 Грудня 1972     | 20 Червня 1977    | 211       | 97        | 61        | 53        | -         | -         | 45.97 %   |
| Джордж Керр                           | Англія          | 20 Червня 1977    | 1 Грудня 1977     | 18        | 5         | 4         | 9         | -         | -         | 27.78 %   |
| Віллі Белл                            | Англія          | 21 Грудня 1977    | 23 Жовтня 1978    | 40        | 11        | 13        | 16        | -         | -         | 27.50 %   |
| Колін Мерфі                           | Англія          | 6 Листопада 1978  | 1 Травня 1985     | 309       | 121       | 88        | 100       | -         | -         | 39.16 %   |
| Джон Пікерінг                         | Англія          | 1 Липня 1985      | 20 Грудня 1985    | 24        | 4         | 6         | 14        | -         | -         | 16.67 %   |
| Джордж Керр                           | Англія          | 20 Грудня 1985    | 7 Березня 1987    | 61        | 17        | 17        | 27        | -         | -         | 27.87 %   |
| Пітер Деніел                          | Англія          | 7 Березня 1987    | 1 Травня 1987     | 12        | 2         | 5         | 5         | -         | -         | 16.67 %   |
| Колін Мерфі                           | Англія          | 26 Травня 1987    | 20 Травня 1990    | 103       | 39        | 26        | 38        | -         | -         | 37.86 %   |
| Алан Кларк                            | Англія          | 3 Червня 1990     | 30 Листопада 1990 | 18        | 3         | 6         | 9         | -         | -         | 16.67 %   |
| Стів Томпсон                          | Англія          | 1 Листопада 1990  | 31 Травня 1993    | 128       | 48        | 36        | 44        | -         | -         | 37.50 %   |
| Кіт Александер                        | Сент-Люсія      | 1 Серпня 1993     | 16 Травня 1994    | 48        | 13        | 13        | 22        | -         | -         | 27.08 %   |
| Сем Елліс                             | Англія          | 1 Серпня 1994     | 4 Вересня 1995    | 56        | 21        | 12        | 23        | -         | -         | 37.50 %   |
| Стів Вікс                             | Англія          | 4 Вересня 1995    | 16 Жовтня 1995    | 7         | 0         | 2         | 5         | -         | -         | 00.00 %   |
| Джон Бек                              | Англія          | 16 Жовтня 1995    | 6 Березня 1998    | 130       | 48        | 42        | 40        | -         | -         | 36.92 %   |
| Шейн Вестлі                           | Англія          | 7 Березня 1998    | 11 Листопада 1998 | 30        | 9         | 5         | 16        | -         | -         | 30.00 %   |
| Джон Рімс                             | Англія          | 11 Листопада 1998 | 1 Червня 2000     | 87        | 30        | 21        | 36        | -         | -         | 34.48 %   |
| Філ Слант                             | Англія          | 1 Червня 2000     | 27 Квітня 2001    | 38        | 12        | 10        | 16        | -         | -         | 31.58 %   |
| Алан Беклі                            | Англія          | 28 Квітня 2001    | 25 April 2002     | 69        | 16        | 24        | 29        | -         | -         | 23.19 %   |
| Кіт Александер                        | Сент-Люсія      | 5 Травня 2002     | 24 Травня 2006    | 213       | 81        | 69        | 63        | -         | -         | 38.03 %   |
| Джон Шофельд Джон Діен                | Англія · Англія | 15 Червня 2006    | 15 Жовтня 2007    | 51        | 21        | 12        | 18        | -         | -         | 41.18 %   |
| Грант Браун                           | Англія          | 15 Жовтня 2007    | 30 Жовтня 2007    | 2         | 0         | 1         | 1         | -         | -         | 00.00 %   |
| Пітер Джексон                         | Англія          | 30 Жовтня 2007    | 2 Вересня 2009    | 92        | 32        | 21        | 39        | -         | -         | 34.78 %   |
| Іффі Онуора (за відсутності Джексона) | Шотландія       | 1 Березня 2008    | 6 Травня 2008     | 11        | 5         | 0         | 6         | 16        | 24        | 45.45 %   |
| Кріс Саттон                           | Англія          | 28 Вересня 2009   | 28 Вересня 2010   | 51        | 14        | 14        | 23        | 44        | 71        | 28.00 %   |
| Скотт Ліндсі Пол Масселвайт           | Англія · Англія | 2 Жовтня 2010     | 15 Жовтня 2010    | 3         | 1         | 0         | 2         | 2         | 4         | 33.33 %   |
| Стів Тілсон                           | Англія          | 15 Жовтня 2010    | 10 Жовтня 2011    | 37        | 11        | 7         | 19        | 44        | 72        | 29.73 %   |
| Девід Холсуорд                        | Англія          | 31 Жовтня 2011    | -                 | 41        | 11        | 11        | 19        | -         | -         | -         |

## Досягнення

### Ліга
- Дивізіон 3 (північ)
  - Переможці (3): 1931–32, 1947–48, 1951–52
  - Фіналісти (3): 1927–28, 1930–31, 1936–37
- Друга футбольна ліга
  - Переможці (1): 1975–761
  - Срібні призери (1): 1980–811
  - 3-є місце (1): 1997–982
  - Фіналісти плей-оф(2): 2002–032, 2004–05
  - Півфіналісти плей-оф (3): 2003–042, 2005–06, 2006–07
- Національна Конференція
  - Переможці (1): 1987–88
- Ліга Мідленд Англії / Центральна ліга
  - Переможці (4): 1889–90, 1908–09, 1911–125, 1920–21
  - Третє місце(1): 1890–91

### Кубок
- Трофей Футбольної ліги
  - Фіналісти (1): 19833
  - (Північний дивізіон) Фіналісти (1): 2000–01
- Кубок Конференції
  - Переможці (1): 1987–88

### Інше
- Кубок Лінкольншира
  - Переможці (37): 1886–87, 1890–91, 1891–92, 1893–94, 1907–08, 1909–10, 1911–12, 1913–14, 1914–15, 1919–20, 1921–22, 1923–24, 1925–26, 1926–27, 1930–31, 1931–32, 1933–34, 1934–35, 1945–46, 1947–48, 1948–49, 1950–51, 1955–56 (Shared), 1961–62, 1963–64 (Shared), 1965–66 (Shared), 1966–67, 1968–69, 1969–70, 1974–75, 1980–81, 1981–82, 1984–85, 1990–91, 1997–98, 2004–05, 2006–07
  - Фіналісти (29): 1892–93, 1894–95, 1896–97, 1900–01, 1902–03, 1903–04, 1908–09, 1912–13, 1920–21, 1922–23, 1925–26, 1927–28, 1928–29, 1929–30, 1932–33, 1935–36, 1936–37, 1937–38, 1946–47, 1949–50, 1951–52, 1954–55, 1958–59, 1959–60, 1976–77, 1978–79, 1985–86, 2007–08, 2009–10
- Pontin's Reserve League Cup
  - Переможці (1): 2006–07
- Fred Green Memorial Trophy6
  - Переможці (1): 2006–07
- Midland League
  - Фіналісти (1): 1932–33
  - 3-є місце (1): 1928–29

### Найвищі фініші
- У лізі
  - Overall
    - -5-е місце у Чемпіоншип (1): 1901–024

  - By league
    - 5-е місце у Чемпіоншип (1): 1901–024
    - 4-те місце у Першій лізі (1): 1981–822
    - 1-е місце у Дивізіон 3 (північ) (3): 1931–32, 1947–48, 1951–52
    - 1-е місце у Другій лізі (1): 1975–761
    - 1-е місце у Конференції (1): 1987–88
- Кубок Англії
  - 1/8 фіналу (3): 1886–87, 1889–90 and 1901–02
- Кубок Футбольної ліги
  - 4-й раунд (1): 1967–68
- Трофей Футбольної ліги
  - Фіналісти (1): 19833
- Трофей Футбольної Асоціації
  - 1/4 фіналу (1): 1987–88

Примітки:
1 Тепер це Дивізіон 4
2 Тепер це Дивізіон 3
3 Цей фінал не внесений до числа рекордів [[Трофей Футбольної ліги|Трофею] і команда не значиться фіналістами у історичних документах змагання. Це пов'язано з процесом переходу від Texaco Cup/Англо-шотландського Кубку до цих змагань. Перехідний турнір Груповий кубок Футбольної ліги не вважається офіційною заміною трофею.
4 Тепер це Дивізіон 2
5 Центральна Ліга
6 Щорічне змагання проти Лінкольн Юнайтед

## Рекорди

### Відвідуваність

#### Ліга
- 5 Березня 1949 v. Грімсбі Таун — 23,146 (Футбольна ліга)
- 2 Травня 1988 v. Вайкомб Вондерерз — 9,432 (Національна Конференція)
- 15 Травня 2004 v. Гадерсфілд Таун — 9,202 (вщерть заповнений стадіон)
- 2 Травня 1998 v. Брайтон енд Гоув Альбіон– 9,890 (вщерть заповнений стадіон) (Футбольна ліга)

#### Кубок
- 30 січня 1954 v. Престон Норт-Енд — 23,027 (Кубок Англії)
- 15 Листопада 1967 v. Дербі Каунті — 23,196 (Кубок Футбольної ліги)
- 13 Березня 2001 v. Порт-Вейл — 4,831 (Трофей Футбольної ліги)

### Матчі

#### Найбільше матчів
- Грант Браун — 469 (462 + 7 зап,)

#### Ліга
- Грант Браун — 407 (401 + 6 зап)

#### Кубок
- Грант Браун — 62 (61 + 1 зап) усі Кубки
- Джордж Фрейзер — 27 Кубок Англії
- Гордон Хобсон — 23 Кубок Футбольної ліги
- Дейв Сміт — 23 (22 + 1 зап)Кубок Футбольної ліги
- Грант Браун — 22 (21 + 1 зап) Трофей Футбольної ліги

### Бомбардири

#### У лізі
- Енді Гравер — 143 (1950–55, 1958–61)

#### У кубку
- Біллі Дінсейл — 14 (1926–31) Кубок Англії
- Тоні Кунінгем — 8 (1979–83) Кубок ліги
- Джордж Шиплі — 8 (1979–85) Кубок ліги
- Лі Торп — 7 (1997—2002) Трофей ліги

#### За сезон
- Алан Халл — 45 (1931–32)

#### За сезон у лізі
- Алан Халл — 41 (1931–32) Футбольна ліга
- Філ Браун — 16 (1987–88) Національна Конференція

#### За сезон у кубку
- Біллі Гілеспі — 5 (1896–97) Кубок Англії
- Мік Харфорд — 5 (1980–81) Кубок ліги
- Лі Торп — 6 (2000–01) Трофей ліги

### Топ-5 трансферів

#### Продані
- Дін Валінг — £75,000 до Карлайл Юнайтед, 1997
- Тоні Баттерсбі — £75,000 до Бері, 1998
- Грант Браун — £63,000 до Лестер Сіті, 1989
- Гордон Хобсон — £60,000 до Саутгемптон, 1989
- Лі Біверс — £50,000 to Бостон Юнайтед, 2004

#### Придбані
- Джек Хобс — >£750,0002 у Ліверпуль, 2005
- Гевін Гордон — £550,0003 уКардіфф Сіті, 2000
- Гарет Ейнворт — £500,0001 у Порт-Вейл, 1997
- Даррен Хакербі — £400,000 у Ньюкасл Юнайтед, 1995
- Метт Карбон — £385,000 у Дербі каунті, 1996

Примітки':
1 Офіційний рекорд клубу
2Неофіційний рекорд клубу
3 Плата визначена за комплекцією та кількістю проведених матчів за Кардіфф. Точна плата не встановлена

### Перемоги

#### Ліга
- 11–1 v. Крю Александра (Вдома), Футбольна ліга, 29 Вересня 1951
- 2–8 v. Ротерем Юнайтед (На виїзді), Футбольна ліга, 2 Грудня 1893
- 7–1 v. Рочдейл (Вдома), Футбольна ліга, 21 Жовтня 2006
- 5–0 v. Алтрінкем (Вдома), Національна Конференція, 26 Березня 1988
- 0–5 v. Барнет (На виїзді), Футбольна ліга, 14 Жовтня 2006
- 5–0 v. Грімсбі (Вдома), Футбольна ліга 25 Березня 2006

#### Кубок
- 9–0 v. Бостон Юнайтед (Вдома), Кубок Англії, 25 Жовтня 1890
- 0–13 v. Пітерборо Юнайтед (На виїзді), Кубок Англії, 12 Жовтня 1895
- 5–0 v. Халл Сіті (Вдома), Кубок ліги, 9 Вересня 1980
- 0–3 v. Домкастер Роверз (На виїзді), Кубок ліги, 18 Серпня 1992
- 4–0 v.Хартпол Юнайтед (Вдома), Трофей ліги, 6 Квітня 1985
- 0–3 v. Хартпол Юнайтед (На виїзді), Трофей ліги, 26 січня 1999

### Гравці

#### Наймолодший гравець
- Марк Барнетт — 16 років 2 дні v. Брістоль Роверз, 16 Липня 1988, Футбольна ліга
- Шейн нНіколсон — 16 років 112 днів v. Чарльтон Атлетік, 23 Вересня 1986, Кубок ліги

#### Найстаріший гравець
- Альберт Айрмонгер — 42 роки 312 днів v. Донкастер Роверз, 23 квітня 1927, Футбольна ліга

### Гравці клубу, що виступали за збірні
| Ім'я             | Країна             | Матчів | Проти |
| ---------------- | ------------------ | ------ | --- |
| Гарет Маколі     | Північна Ірландія  | 5      | Німеччина (Червень 2005) Португалія (Листопад 2005) Естонія (Березень 2006) Уругвай (Травень 2006) Румунія (Травень 2006)                            |
| Делрой Фейсі     | Гренада            | 5      | Пуерто-Рико (Жовтень 2010) Сент-Кіттс і Гренадини (Жовтень 2010) Гваделупа (Жовтень 2010) Мартиніка (Листопад 2010) Тринітад і Тобаго (Листопад2010) |
| Джордж Моулсон   | Ірландія           | 3      | Португалія (Травень 1948) Іспанія (Травень 1948) Швейцарія (Грудень 1948)                                                                            |
| Девід П'ю        | Уельс              | 3      | Шотландія (Квітень 1900) Шотландія (Березень 1901) Англія (Березень 1901)                                                                            |
| Кон Моулсон      | Ірландія           | 2      | Угорщина(Травень 1936) Люксембург (Травень 1936) |
| Дін Веллінг      | Сент-Кіттс і Невіс | 2      | Британські Віргінські острови (Квітень 1998) Гваделупа (Квітень 1998)                                                                                |
| Джеф Х'юз        | Північна Ірландія  | 2      | Уругвай (Травень 2006) Румунія (Травень 2006) |
| Артур Фітцсімонс | Ірландія           | 1      | Чехословаччина (Травень 1959) |
| Давід Фелгейт    | Уельс              | 1      | Румунія (Жовтень 1983) |
| Альберт Джарет   | Сьєрра-Леоне       | 1      | Єгипет (Вересень 2010) |

Примітка: Курсивом відмічено матчі, в яких гравець виходив на заміну

## Відомі гравці і тренери
| Ім'я                               | Нац               | Опис |
| ---------------------------------- | ----------------- | --- |
| Гарет Ейнворт                      | Англія            | Зараз виступає за Вайкомб Вондерерс Проданий до Порт Вейл за рекордну суму £500,000 і посів 4-е місце у списку 100 легенд Лінкольн Сіті                                                                                           |
| Марк Барнетт                       | Шотландія         | Також грав за команду ВВС |
| Кінгслі Блек                       | Північна Ірландія | Also played for Ноттінгем Форест, Шеффілд Юнайтед і Грімсбі Таун |
| Ян Бренфот                         | Англія            | Згодом тренер Фулхема, Саутгемптона and Редінга |
| Мет Карбон                         | Англія            | Також грав за Дербі Каунті та Вест-Бромвіч Альбіон |
| Карл Корт                          | Англія            | Зараз у Лестер Сіті, помічений у Вулвергемптон Вондерерз, Вімблдон та Ньюкасл Юнайтед |
| Гаррі Крофт                        | Англія            | Серед клубів у кар'єрі Іпсуіч, Блекберн Роверз, Грімсбі Таун Відігравав незначну роль для чортенят у сезоні 2007—2008 через травму                                                                                                |
| Нікі Іден                          | Англія            | Гравець Барнслі, Бірмінгем Сіті та Віган Атлетік У сезоні 2006—2007 допоміг клубу досягти п'ятого успіху у плей-оф Другої футбольної ліги                                                                                         |
| Джон Фашану                        | Англія            | Телевізійний коментатор, гравець Мілуолла, Вімблдона, Норвіч Сіті та Астон Вілла Грав за клуб як стажер |
| Джемі Форестер                     | Англія            | Грав за Лідс Юнайтед, Осер та Утрехт Допоміг лінкольнцям вийти до півфіналу плей-оф Другої футбольної ліги 2005—2006 Став найкращим бомбардиром клубу у сезоні 2006—2007,                                                         |
| Ян Грівс                           | Англія            | Серед клубів — Манчестер Юнайтед |
| Брюс Гроббелар                     | Зімбабве          | Помічений у Ліверпулі Закінчував кар'єру у Лінкольні |
| Мік Харфорд                        | Англія            | Грав за [Ньюкасл Юнайтед]], Бірмінгем Сіті та Челсі |
| Рей Харфорд                        | Англія            | Пізніше тренував Блекберн Роверз, Квінз Парк Рейнджерс Вест-Бромвіч Альбіон |
| Джек Хоббс                         | Англія            | Підписаний Ліверпулем у кінці сезону2004-2005 Наймолодший гравець основного складу команди |
| Дарен Хаккербі                     | Англія            | Останнім клубом у кар'єрі став Сан-Хосе Ертквейкс Major League Soccer, серед інших — Манчестер Сіті та Ньюкасл Юнайтед, etc. |
| Джеф Х'юз                          | Північна Ірландія | Північноірландський гравець Ноттс Каунт Після двох невдалих серій плей-оф проданий до Крістал Пелес |
| Стів Макларен                      | Англія            | Тренував збірну Англії та Мідлсбро |
| Біллі Макглен                      | Англія            | Виступав за Манчестер Юнайтед |
| Гаррі Мегсон                       | Англія            | Грав за Евертон, Ньюкасл Юнайтед та Манчестер Сіті |
| Еді Мозез                          | Англія            | Виступав у Барнслі |
| Філ Ніл, Орден Британської імперії | Англія            | Також грав у крикет |
| Шейн Ніколсон                      | Англія            | Наймолодший гравець Ліги та колишній гравець Дербі Каунті, Вест-Бромвіч Альбіон, Шеффілд Юнайтед |
| Тревор Пік                         | Англія            | Гравець Ковентрі Сіті, Лутон Таун Володар Кубку Англії у складі Ковентрі Сіті |
| Ніл Редфірн                        | Англія            | Грав за Болтон Вондерерз, [[Барнслі]], Віган Атлетік, Чарльтон Атлетік |
| Роберт Севедж                      | Англія            | Також гравець Ліверпуля та Манчестер Юнайтед |
| Френк Сінклер                      | Ямайка            | Виступав за Челсі, Лестер Сіті Володар Кубків Англії та ліги у складі Челсі та Лестера відповідно |
| Кріс Саттон                        | Англія            | Також грав за Норвіч Сіт, Блекберн Роверз, [[Челсі]], Селтік, Бірмінгем Сіті, Астон Вілла За 16 років у англійській та шотландській лігах провів 400 матчів, у яких забив 150 матчів. Стояв на тренерському містку збірної Англії |
| Давід Сомма                        | ПАР               | Виступав за Лідс Юнайтед 9 голів у 14 матчах допомогли клубу уникнути пониження у класі. Був найкращим бомбардиром у сезоні |
| Грем Тейлор                        | Англія            | Пізніше тренер збірної Англії, Вотфорд, Астон Вілла, Вулвергемптон Вондерерз Привів Лінкольн до перемог у Дивізіоні 4 у сезоні 1975-76                                                                                            |
| Фред Трумен                        | Англія            | Грав у крикет за збірну Англії |
| Пол Вільямс                        | Англія            | Гравець Дербі Каунті, Ковентрі Сіті, Саутгемптон |
| Тоні Вудкок                        | Англія            | Грав за збірну Англії, Кельн, Нотінгем Форест, Арсенал |

Примітка: Жирним позначені гравці, що виступають за клуб зараз.